# Günter Dallmann
Günter Julius Dallmann (* 26. März 1911 in Berlin; † 7. Februar 2009 in Stockholm) war ein deutscher Journalist, Publizist, Lyriker, Übersetzer und Sprachlehrer.

## Leben
Günter Dallmann wurde 1911 in Berlin als Sohn jüdischer Eltern geboren. Sein Vater arbeitete als promovierter Zahnarzt und stand der USPD nahe. Die Politikaffinität ging schon früh auf den Sohn über.
Bereits im Jahr 1926 begann Dallmann seine publizistische Laufbahn, zumeist unter Pseudonym, mit Beiträgen in der Weltbühne, Arbeiter-Illustrierten-Zeitung (AIZ), Welt am Abend und in der anarchistisch orientierten Wochenzeitung Die Schwarze Fahne. Sein lyrisches Vorbild war ein Freund seines Vaters, Franz Pfemfert, und dessen Wochenschrift Die Aktion. Der achtzehnjährige Dallmann nahm am 1. Mai 1929 (dem sogenannten Blutsonntag) an einer Demonstration im Berliner Stadtteil Schöneberg teil, wurde wegen Widerstands gegen die Staatsgewalt verhaftet, aber dank seines Presseausweises der Schwarzen Fahne wieder freigelassen. Nach dem Besuch des Joachim-Friedrich-Gymnasiums studierte Dallmann 1929 bis 1930 an der Berliner Universität im zeitungswissenschaftlichen Seminar bei Emil Dovifat und engagierte sich in der „Studentengruppe“ (RSG), die von seinem Kommilitonen Franz Hammer geleitet wurde, mit dem er eine lebenslange Freundschaft verband. Dallmann setzte sein Studium in Frankfurt am Main und Heidelberg mit den Fächern Soziologie, Staatswissenschaft, Nationalökonomie und Neue Deutsche Literatur fort und schrieb an seiner Dissertation, die er aber nicht beendete.
In Heidelberg lernte Dallmann Johanna Herz (1910–2000) kennen, die er 1935 heiratete. Dort erfand er sein Pseudonym Lot Anker, das er erstmals für den Artikel Laß Abzeichen sprechen in der von Werner Thormann geleiteten Wochenschrift Deutsche Republik benutzte. Weiterhin publizierte er in zahlreichen Zeitungen und Zeitschriften wie zum Beispiel in der Jungen Front oder der Neuen Bücherschau.
Von 1931 bis 1933 war Dallmann Mitglied der KPD. Nach der Machtergreifung der Nationalsozialisten verließ er Heidelberg am 17. März 1933 und übersiedelte im Mai 1933 als politisch Verfolgter zunächst in die Schweiz und dann von Juli 1933 bis Oktober 1934 nach Frankreich. Im Frühjahr 1934 bekam Dallmann von seinem Heidelberger Professor Arnold Bergstraesser nachträglich eine Teilnahmebestätigung mit der Seminar-Referenz ausgestellt, er habe noch in Heidelberg die wissenschaftliche Arbeit über den Strukturwandel des modernen Staates bis zum Abschluss durchgeführt.
Nunmehr im Exil, schrieb Dallmann Artikel für Klaus Manns kurzlebige Exil-Zeitschrift Die Sammlung. So unter anderem 1934 Kunstpolitik als Missverständnis, worin er ein entlarvendes Fazit der kulturpolitischen Aktivitäten des Nationalsozialismus zog. Auch lyrische Beiträge konnte er in der noch nicht gleichgeschalteten saarländischen Deutschen Freiheit sowie in der Berner Tagwacht veröffentlichen. Dallmann und seine Frau waren zudem Mitglieder im Verband deutscher Lehreremigranten.
1934 übersiedelte Dallmann endgültig nach Schweden, wo er umgehend begann, die schwedische Sprache zu lernen, sodass er später, nach Kriegsende, als Journalist, Publizist und Übersetzer tätig werden konnte. Als Emigrant musste Dallmann zunächst erhebliche Widerstände politischer Natur der schwedischen Redakteure überwinden, ehe er sich durchsetzen konnte und in schwedischen Zeitungen publizieren durfte. Seine Artikel erschienen dann unter den verschiedenen Pseudonymen Lot Anker, Sven Haegner, Eric Landelius, Karl Mörne, H. P. Schlicht, Günter Dalm in schwedischen Zeitungen, darunter die renommierten Tageszeitungen Dagens Nyheter und Svenska Dagbladet, aber auch in Exil-Zeitschriften wie Freies Deutschland, Deutsche Freiheit, Das Blaue Heft oder Die Zukunft.
1935 wurde er Mitglied der Sozialistischen Arbeiter Partei (SAP) und heiratete die ebenfalls aus Deutschland geflohene Johanna Herz; 1940 bekam das Ehepaar eine Tochter. 1938 traf sich Dallmann im Stockholmer Hafen mit seinem Ex-Schwager, dem aus Riga angekommenen Journalisten Max Barth (1896–1970), der die Schwester von Johanna Herz geheiratet hatte, seit 1935 aber geschieden von ihr lebte, und den Dallmann zuletzt 1934 in Paris getroffen hatte. Unter dem Pseudonym Sven Haegner veröffentlichte Dallmann den Artikel Schweden und das Dritte Reich, in dem er die 1938 gegründete Reichsvereinigung Schweden-Deutschland, die versuchte den Nationalsozialismus in Schweden salonfähig zu machen, verurteilte.
Von 1939 bis 1944 arbeitete Dallmann nebenbei als Sprachlehrer an einer Stockholmer Volkshochschule und engagierte sich mit seiner Frau, die ebenfalls als Lehrerin tätig war, zeitweise in einer Lehrergemeinschaft. Ab 1943 war Dallmann auch als vom Staat finanziell unterstützter Archivmitarbeiter tätig. 1944 gehörte er zu den Gründungsmitgliedern des Arbeitskreises demokratischer Deutscher und war Mitglied der SAP und des FDKB. Am 31. August 1945 wurde Dallmann in Stockholm die schwedische Staatsbürgerschaft verliehen und er leistete dort auch seinen Militärdienst.
In der Nachkriegszeit kehrte er noch einmal für zwei Jahre als Journalist nach Berlin zurück und arbeitete ab 1948 als Korrespondent des schwedischen Nachrichtenbüros und die Stockholmer Redaktion der Agence Europénne des Presse. Von 1949 bis 1973 publizierte Dallmann für die Berliner Tageszeitungen Kurier und Tagesspiegel und war Redakteur einer schwedischen Mitarbeiterzeitschrift. Für schwedische Zeitungen berichtete er regelmäßig über die kulturpolitische Entwicklung in Ost- und Westdeutschland, und seit 1973 war er regelmäßiger Mitarbeiter der Zeitschrift europäische ideen. Für seine journalistischen Arbeiten erhielt er 1971 das Vilhelm-Moberg-Stipendium, das die anarchistisch-syndikalistische Wochenzeitung Arbetaren vergab und mit dem Journalisten auszeichnet wurden, die mit demokratischer Grundhaltung Fragen der Gesellschaft kritisch erörterten. Knapp ein Jahrzehnt arbeitete Dallmann auch als Gastlektor an der Stockholmer Universität.
Im Gegensatz zu seiner Frau, die sich als langjährige Gymnasiallehrerin in Schweden gut integriert hatte, fühlte er sich immer noch als unentwegter Berliner, doch eine endgültige Rückkehr in das Land, das für die Ermordung seiner Eltern verantwortlich war, kam für ihn nicht in Frage. 1963 reagierte Dallmann mit seinem Gedicht Heimkehr? skeptisch auf einen Appell des Berliner Kunst- und Wissenschaftssenators Adolf Arndt, der die Emigranten aufrief, nach Deutschland zurückzukehren.
Zu seinem siebzigsten Geburtstag wurde Dallmann 1981 eine Festschrift gewidmet. Ab 1990 schrieb er auch wieder Artikel für die 1946 neugegründete Weltbühne, die er als seine geistige Heimat empfand, bis zu deren Einstellung im Jahr 1993. Schon im schwedischen Exil hatte Dallmann die Bekanntschaft mit dem ebenfalls dort lebenden Maler und Schriftsteller Peter Weiss gemacht, dessen autobiografische Bücher Fluchtpunkt, Abschied von den Eltern und Die Ästhetik des Widerstands er in der schwedischen Fachzeitschrift Moderna Språk rezensierte und auch weitere Beiträge zu Weiss in schwedischen sowie deutschen Zeitungen publizierte. Die Beziehung zu Weiss kühlte sich 1965 ab, weil sich der geläuterte Marxist Dallmann mit der Parteinahme des Peter Weiss für den orthodoxen Ostblock-Sozialismus nicht abfinden konnte. Der Kritisierte versuchte, in seiner brieflichen Antwort, die Meinungsverschiedenheit im verständnisvollen Ton zu relativieren. 1986 nahm Dallmann an der Ausstellungseröffnung Exil in Schweden in der Akademie der Künste (West) teil und las aus diesem Anlass aus seinen Gedichten. Eine weitere Festschrift unter dem Titel Der neue Faschismus? widmete ihm der Verleger Andreas W. Mytze 2006 zu seinem 95. Geburtstag.
Dallmann blieb bis zu seinem Tod im Februar 2009 seinen sozialistischen Idealen treu. Sein Grab befindet sich auf dem Friedhof Skogskyrkogården.

## Stil
Bei Dallmanns Gedichten handele es sich, schreibt Helmut Müssener im Aufsatzband Deutschsprachige Exillyrik von 1933 bis zur Nachkriegszeit „um politische Lyrik in der Nachfolge von Kästner, Mehring, Weinert. Geprägt von sozialistischen Idealen, denen Günter Dallmann auch im Exil treu blieb, sind sie nüchtern und schnodderig, nie sentimental oder gar selbstbemitleidend, satirisch und gelegentlich pessimistisch-bitter. Ziel ist die Aktivierung des Lesers, und nur die behandelten Themen unterscheiden diese Gedichte von denen, die er vor 1933 veröffentlichte.“ Klaus Täubert betont im Nachwort zur 1995 erschienenen Gedichtausgabe die Funktionalität von Dallmanns Lyrik. Sie sei Gebrauchslyrik im Brecht’schen Sinne, habe den Expressionismus abgeschüttelt und flankiere die Prosa einer Neuen Sachlichkeit, bisweilen auch couplet- oder kinderreimartig. In ihrer Gesellschaftspolemik und ihrem Politisierungsgrad erinnere sie an Mascha Kaléko, Max Colpet, Erich Weinert, Erich Kästner, Max Herrmann-Neiße und Karl Schnog.
Anfang der 1930er Jahre hatte Dallmann auch polemische Aufsätze verfasst, eine „Vielzahl von politischen, hochsarkastischen Kommentaren auf die bereits katastrophale Situation der ersten deutschen Republik“, laut Täubert. Im Exil beschäftigte ihn natürlich die deutsche Tagespolitik und die Lage aller vom Naziregime Verfolgten. So warnte er in Europa: Start ohne Finish vor einer Kriegsgefahr, die nur durch eine „soziale Revolution“ verhindert werden könne, und beschrieb in Zwischen den Grenzpfaehlen die trüben Lebensaussichten deutscher Emigranten in Frankreich, deren Rückkehrhoffnung in ein befreites Heimatland von der Möglichkeit bedroht sei, dass sich Frankreich mit Hitler „verständige“ statt ihn zu bekämpfen.
Nach dem Krieg widmete er sich Aufsätzen zur Literatur und zum Film sowie Buchübersetzungen. Außerdem fungierte er als Informationsvermittler zwischen schwedischen und deutschen Nachrichtenmedien und nahm auf diese Weise weiter an der Verbreitung von tagespolitischen Themen teil.

## Werke
- Günter Dallmann (Lot Anker): Zwischenrufe. Gedichte aus großer und sehr kleiner Zeit. Nachwort von Klaus Täubert. A. W. Mytze, London 1995.

## Übersetzungen
- Hjalmar Söderberg: Doktor Glas. Roman (= Bibliothek Suhrkamp; Band 173). Suhrkamp Verlag, Frankfurt am Main 1966. (Auch in: Hjalmar Söderberg: Die Spieler. Zwölf Erzählungen und ein Roman (= Die andere Bibliothek; Band 184). Eichborn Verlag, Frankfurt am Main 2000. ISBN 978-3-8218-4184-7.)
- Hjalmar Bergman: Skandal in Wadköping. Roman. Mit einem Nachwort von Otto Oberholzer. Walter-Verlag, Olten/Freiburg im Breisgau 1969.

## Journalistisches (Auswahl)
- 1930: Armut ist ein großer Glanz aus innen! In: Arbeiter-Illustrierte Zeitung, IX. Jg. Nr. 52 (Weihnachtsnummer: Dem neuen Jahr entgegen: Vorwärts! ist die grosse Losung, unser ist die Welt), Neuer Deutscher Verlag, Berlin.
- 1930: Tucholsky-Satire falsch interpretiert. In: Die Weltbühne, XXVI. Jg. Nr. 15, 8. April 1930, S. 560 f.
- 1931: Lot Anker: Laßt Abzeichen sprechen. In: Deutsche Republik, Heft 31.
- 1933: Lot Anker: Der Judenstaemmling. In: Das Blaue Heft. Theater, Kunst, Politik, Wirtschaft, 13. Jg. Nr. 2, 15. August 1933, S. 47 f.
- 1933: Lot Anker: Europa: Start ohne Finish. In: Das Blaue Heft. Theater, Kunst, Politik, Wirtschaft, 13. Jg. Nr. 3, 1. September 1933, S. 65–67.
- 1933: Lot Anker: Zwischen den Grenzpfaehlen. In: Das Blaue Heft. Theater, Kunst, Politik, Wirtschaft, 13. Jg. Nr. 4, 15. September 1933, S. 104–108.
- 1933: Günter Dallmann: Feuerfestes deutsches Schrifttum. In: Das Blaue Heft. Theater, Kunst, Politik, Wirtschaft, 13. Jg. Nr. 6, 15. Oktober 1933, S. 188–190.
- 1933: Lot Anker: Gleichgeschalteter Abschiedsbrief. In: Deutsche Freiheit. Einzige unabhängige Tageszeitung (Deutschlands). Feuilletonbeilage Deutsche Stimmen, 7. Oktober 1933.
- 1934: Lot Anker: Emigrant schreibt an Hermann G. In: Deutsche Freiheit. Einzige unabhängige Tageszeitung (Deutschlands), 9. Februar 1934. (Auch in: Verse der Emigration. Gesammelt von Heinz Wielek. Verlagsanstalt Graphia, Karlsbad 1935, S. 101–102.)
- 1934: Ballade vom Erpresserjulius (frei nach Otto Reuter). In: Deutsche Freiheit. Einzige unabhängige Tageszeitung (Deutschlands), 10./11. Mai. 1934.
- 1934: Günter Dallmann: Ungewisses Deutschland. In: Die Sammlung. Literarische Monatsschrift, 1. Jg., 4. Heft, S. 221–222.
- 1934: Günter Dallmann: Kunstpolitik als Missverständnis. In: Die Sammlung. Literarische Monatsschrift, 1. Jg., 9. Heft, S. 501–502.
- 1935: Kollege Fattke. In: Berner Tagwacht, 16. August 1935.
- 1937: Lot Anker: Stalin als Theoretiker. In: Freies Deutschland, 7. Oktober 1937.
- 1939: Waches Europa in schwedischer Literatur. Zugleich mit dem Gedicht Frühling 1938 von Elmar Dictonus, übertragen von Günter Dallmann. In: Die Zukunft. Ein neues Deutschland: Ein neues Europa!, Paris, Nr. 12, S. 6.
- 1939: Lot Anker: Skepsis und Bereitschaft im Norden. In: Die Zukunft. Ein neues Deutschland: Ein neues Europa!, Paris, Nr. 12, S. 8.
- 1939: Sven Haegner: Schweden und das Dritte Reich. In: Die Zukunft. Ein neues Deutschland: Ein neues Europa!, Paris, Nr. 12, S. 9.
- 1939: G. Dn.: Strindbergs Briefwechsel. In: Die Zukunft. Ein neues Deutschland: Ein neues Europa!, Paris, Nr. 12, S. 9.
- 1959: Erich Kästner. Als ich noch ein kleiner Junge war. In: Moderna Språk, Gustav Korlén (Hrsg.), The modern Language Teachers’ Association of Sweden, Malmö, 53. Jg. Heft 4, Oktober 1959, S. 436–439.
- 1959: Israelfilm – made in Germany. In: Chaplin. Tidskrift för film, Heft 6/1959, S. 144–145.
- 1961: Filmstaden Berlin. In: Chaplin. Tidskrift för film, Heft 3/1961, S. 71–73.
- 1961: Vidräkning med en ungdom (Abrechnung mit einer Jugend). In: Sundsvalls Tidning, 28. Mai 1961.
- 1962: Peter Weiss. Abschied von den Eltern. In: Moderna Språk, Gustav Korlén (Hrsg.), The modern Language Teachers’ Association of Sweden, Malmö, 56. Jg. Heft 3, S. 339–342.
- 1963:Peter Weiss flyktrapport (Peter Weiss’ Fluchtbericht). In: Sundsvalls Tidning, 14. Januar 1963.
- 1964: Zurück zur Muttersprache. Peter Weiss. In: Moderna Språk, Gustav Korlén (Hrsg.), The modern Language Teachers’ Association of Sweden, Malmö, 58. Jg. Heft 1, S. 8–12.
- 1967: Sehr böse auf Schweden. Wie Peter Weiss auf die Kritik reagiert. In Saarbrücker Zeitung, 8. Februar 1967.
- 1967: Marianne Eichholz: Berlin. Ein lyrischer Stadtplan, Köln 1964. Ingeborg Bachmann: Ein Ort für Zufälle, Berlin 1965. In: Moderna Språk, Gustav Korlén (Hrsg.), The modern Language Teachers’ Association of Sweden, Malmö, 61. Jg. Heft 4, S. 400–403.
- 1978: Peter Weiss' Die Ästhetik des Widerstands, Band 1. In: Moderna Språk, Gustav Korlén (Hrsg.), The modern Language Teachers’ Association of Sweden, Malmö, 72. Jg. Heft 3, S. 301–306.
- 1980: DIE AKTION/Franz Pfemfert. In: Robert Havemann 70. Andreas W. Mytze (Hrsg.), europäische ideen, Heft 48, 1980, S. 61–75.
- 1987: En bok om E. M. Rémarque' – eller: Tyska Litteraturämnen i skamvrån. In: Moderna Språk, Gustav Korlén (Hrsg.), The modern Language Teachers’ Association of Sweden, Malmö, 81. Jg. Heft 3, S. 238–242.
- 1992: Schleichwege zum Chaos. In: Das Vierte Reich? Andreas W. Mytze (Hrsg.), europäische ideen, Heft 80, 1992, S. 5 f.
- 1992: Abschied von Marlene. In: Die Weltbühne. Wochenschrift für Politik, Kunst, Wirtschaft, 87. Jg. Heft 21, 19. Mai 1992, S. 627–629.
- 1995: Brief an die Kürbiskern-Redaktion. Ein Dokument aus dem Jahre 1984. In: Noch immer im Exil? Andreas W. Mytze (Hrsg.), europäische ideen, Heft 95, 1995, S. 19 f.

## Auszeichnungen
- 1971: Vilhelm-Moberg-Preis für Journalistik, Stockholm.[3][18]